# Microdochium bolleyi
Microdochium bolleyi är en svampart som först beskrevs av R. Sprague, och fick sitt nu gällande namn av de Hoog & Herm.-Nijh. 1977. Microdochium bolleyi ingår i släktet Microdochium, ordningen kolkärnsvampar, klassen Sordariomycetes, divisionen sporsäcksvampar och riket svampar.   Inga underarter finns listade i Catalogue of Life.